# Яловенко Олександр Іванович
Олександр Іванович Яловенко (* 28 вересня 1941 Зацівка, Чернігівський р-н)  — український художник-пейзажист, портретист, член Спілки художників України.

## Біографія

### Родина

Яловенко О. І. «Морський пейзаж»

Народився у багатодітній родині вчителя Івана Антоновича Яловенка і козачки Софії Петрівни (Жовторіпенко). Олександр 4-й син, всього в родині Яловенків було 9 дітей.
До малювання залучив старший брат Володимир, роботи якого ще зі шкільних літ брали на виставки до Києва. Як згадує Олександр Іванович:
| Родина жила бідно, нам з братом бракувало олівців. Змальовували до нігтя. |

### Навчання

Велосипедист

У школу ходив до сусіднього села Загін, закінчив семирічку, потім у Іванищі здобув повну середню освіту. Закінчив Харківську школу художників-оформлювачів, пізніше навчався у художній студії Бориса Данченка у Сумах (перша народна художня студія в Україні).

### Армія
Після школи вирушив до Астрахані, де працював у рибгоспі різноробочим, матросом.
1960  — 1964 служив у військовому флоті.
Після армії працював слюсарем у Севастополі. Двоюрідний брат перетягнув до Сум, де працював на заводі Фрунзе, потім на Центроліті художником-оформлювачем.

### Творчість

Портрет дівчини

Морський пейзаж

Має 7 республіканських виставок, у вересні 2011 буде 8-ма. Підготовані документи для вступу до НСХУ. Хоча, як говорить сам Олександр Іванович:
| До спілки вже не прагну як колись. Зрозумів, що то не головне, а головне – просто працювати. |
Учасник всеукраїнських республіканських виставок. Постійний учасник виставки «Мальовнича Україна».
Помер 17 листопада 2024 року у віці 83 роки у м. Суми де й похований.